# Кірюхін Олег Станіславович
Кірюхін Олег Станіславович (у деяких джерелах — Кирюхін; нар. 25 лютого 1975, Маріуполь) — український боксер мінімальної вагової категорії, виступав за збірну України в 1990-і роки. Бронзовий призер літніх Олімпійських ігор в Атланті, володар срібної та бронзової медалей чемпіонатів Європи, багаторазовий переможець і призер національної першості, заслужений майстер спорту.

## Біографія
Олег Кірюхін народився 25 лютого 1975 року в місті Маріуполь, Донецька область. Активно займатися боксом почав у віці десяти років у місцевому спортивному клубі «Азовсталь» під керівництвом заслужених тренерів Черенкова В. І. та Харченко В. Г. Одночасно з цим навчався в спортшколі № 41, потім в маріупольському будівельному технікумі, закінчив Донецький державний інститут культури і спорту. Перший успіх на міжнародній арені прийшов до нього в 1993 році, коли в мінімальній вазі він виграв чемпіонат Європи серед юніорів. Ця перемога допомогла йому пробитися до дорослої збірної країни. 1995 року молодий боксер з'їздив на чемпіонат світу до Берліна, де програв в першому бою Рафаелю Лосано (Іспанія).
1996 вийшов найбільш успішним в кар'єрі Кірюхіна. Він завоював срібну медаль на європейській першості в данському місті Вайле.
- В 1/8 фіналу переміг Яна Кваст (Німеччина) — 6-0
- У чвертьфіналі переміг Стефана Стрема (Швеція) — 6-2
- У півфіналі переміг Рафаеля Лосано — 6-3
- У фіналі лише через додаткові очки програв Данієлю Петрову (Болгарія) — 8-8(+)

Завдяки низці вдалих виступів удостоївся права захищати честь країни на літніх Олімпійських іграх в  Атланті, де дійшов до стадії півфіналів.
- В 1/16 фіналу переміг Абдула Рашид Камбрані (Пакистан) — 17-3
- В 1/8 фіналу переміг майбутнього чемпіона світу за версією  WBA колумбійця Бейбіса Мендосу — 18-6
- У чвертьфіналі переміг Альберто Гвардадо (США) — 19-14
- У півфіналі програв Данієлю Петрову — 8-17

1998 року Олег Кірюхін виграв бронзову медаль на чемпіонаті Європи в Мінську.
- В першому бою здобув перемогу над Данієлем Петровим — (+)6-6
- У чвертьфіналі переміг Жерома Тома (Франція) — 9-2
- У півфіналі програв Сергію Казакову (Росія) — 5-7

1998 року також став володарем командного Кубка світу, що пройшов у Львові, побував на Іграх доброї волі в Нью-Йорку.
На чемпіонаті світу 1999 зазнав розгромної поразки в першому бою від Ділшода Юлдашева (Узбекистан) — 0-9.
На початку 2000 року вирішив спробувати себе в професійному боксі, залишив збірну і переїхав на постійне проживання до Великої Британії. Проте його кар'єра в професіоналах тривала недовго. Протягом року він провів шість боїв у найлегшій ваговій категорії, з них п'ять виграв (у тому числі чотири нокаутом), один програв одноголосним рішенням суддів. Пізніше повернувся до рідного Маріуполя, де став співзасновником компанії «Олег Кірюхін», що займається виготовленням білбордів, неонової реклами, лайт-боксів, різних вивісок, козирків, сітілайтів та інших рекламних конструкцій. В даний час займає посаду президента цієї фірми.